# Långtjärnen (Lycksele socken, Lappland, 713337-162243)
Långtjärnen är en sjö i Lycksele kommun i Lappland och ingår i Öreälvens huvudavrinningsområde.